# كتيبة العاصفة
كتيبة العاصفة (شتورماب تايلوغ: Sturmabteilung (تُلفظ بالألمانية: [ˈʃtʊɐ̯mʔapˌtaɪlʊŋ]  ( سماع)) حرفيا مفرزة العاصفة، عادة ما تختصر بالـ«تختصر إلى إس ايه: (SA)»، هي الجناح شبه العسكري للحزب النازي. لعبت دورًا مهمًا في صعود أدولف هتلر إلى السلطة في عشرينيات وثلاثينيات القرن العشرين. كانت أغراضها الأساسية توفير الحماية للتجمعات النازية، وتعطيل اجتماعات الأحزاب المعارضة، والقتال ضد الوحدات شبه العسكرية للأحزاب المعارضة، ولا سيما رابطة مقاتلي الجبهة الحمراء والحزب الشيوعي الألماني (KPD)، وتخويف الغجر والنقابات العمالية. تكن العداء الشرس تجاه اليهود والشيوعيين والرأسماليين. وكانت تقوم بأعمال العنف تجاههم بوضح النهار، وخاصة اليهود - على سبيل المثال، خلال المقاطعة النازية عام 1933 للأعمال التجارية اليهودية. وكانت ال «إس أ» أول مجموعة نازية شبه عسكرية تغدق الرتب العسكرية الزائفة على أعضائها والتي اعتمدت من قبل الجماعات الحزب النازي فيما بعد، ومن بينهم قائد قوات الأمن الخاصة التي هي في الأصل فرع من ال «إس آي».
كانت تسمى أيضا «القمصان البنية» (Braunhemden)، من لون قمصانهم الموحدة، على غرار بلايز بنيتو موسوليني. تم اختيار القمصان ذات اللون البني كزي موحد لأن عددًا كبيرًا منها كان متوفرًا بثمن بخس بعد الحرب العالمية الأولى.
منذ ظهورها مطلع عشرينيات القرن الماضي، مثلت كتيبة العاصفة الذراع الأيمن المسلح للحزب النازي حيث لعبت هذه الميليشيا المسلحة دورا هاما في تدعيم مكانة أدولف هتلر بألمانيا. وبالإضافة لمشاركتها كعنصر أساسي في انقلاب بافاريا الفاشل خلال شهر نوفمبر سنة 1923، ساهمت كتيبة العاصفة ما بين عامي 1926 و1933 في زيادة شعبية الحزب النازي سواء عن طريق تنظيم التظاهرات الدعائية وحماية كبار القادة بالحزب أو عن طريق مهاجمة وتعطيل اجتماعات الأحزاب الأخرى. منذ توليه لمنصب المستشار الألماني أواخر شهر يناير سنة 1933، واجه أدولف هتلر العديد من المشاكل بسبب كتيبة العاصفة حيث واصلت هذه الميليشيا المسلحة سياسة أعمال العنف والترهيب التي كانت تمارسها منذ نشأتها وهو الأمر الذي أساء كثيرا لسمعة الحزب النازي الذي أصبح حاليا عنصرا أساسيا في الحكومة الألمانية.
بالتزامن مع ذلك، لم يكن أدولف هتلر قادرا على فرض الانضباط بين صفوف كتيبة العاصفة والتي رفضت التخلي عن منهجها السابق بسبب توجهات قائدها أرنست روم الذي دعا إلى ثورة اجتماعية بألمانيا والحصول على السلطة المطلقة عن طريق القوة. عارض كبار الجنرالات الألمان مطالبة أرنست روم بأن يتم ضم أفراد كتيبة العاصفة إلى الجيش الألماني الجديد المزمع تكوينه لخلافة قوات الدفاع الوطنية الألمانية (الرايخويهر)، معبرين عن رفضهم السماح بانتقال عدوى العنف والهمجية التي تميزت بها قوات كتيبة العاصفة إلى الجيش الألماني. بعد أن أمر أدولف هتلر «تطهير الدم» عام 1934، سحب الدعم من كتيبة العاصفة. أصبح هذا الحدث معروفًا باسم ليلة السكاكين الطويلة (die Nacht der langen Messer). استمرت قوات العاصفة، لكن قوات الأمن الخاصة حلت محلها واصبحت القوة الفاعلة، على الرغم من أن القوات شبه العسكرية لم يتم حلها رسميًا إلا بعد استسلام ألمانيا النازية النهائي للحلفاء في عام 1945.

## التسمية
اشتقت التسمية من فصائل العاصفة التابعة للجيش الألماني والتي كانت فعالة في الحرب العالمية الأولى. وغالبا ما سمي أفرادها «بالقمصان البنية» نسبة للون زيهم العسكري. وقد تم اختيار القمصان البنية اللون لرخصها بعد الحرب العالمية الأولى إذ تم شراؤها خلال الحرب لتستعمل من قبل الجنود الألمان في المستعمرات الأفريقية السابقة وكسدت بعد الحرب. عُرفت هذه الفرقة شبه العسكرية باسم «القمصان البنية» لأن أعضاءها ارتدوا زياً بنياً مشابهاً لزي «القمصان السود» في إيطاليا الفاشية، وتكونت هذه الفرقة العسكرية أساساً من جنود قدامى ساخطين وممنوعين من الانضمام لصفوف الجيش، والذين كانوا في البداية بمثابة حراس شخصيين، أو أداة لتصفية أي معارضٍ للفكر السياسي النازي.

## الصعود
مصطلح Sturmabteilung يسبق تأسيس الحزب النازي في عام 1919. في الأصل كانت قوات هجومية متخصصة تابعة للقيصرية الألمانية في الحرب العالمية الأولى الذين اعتادوا على القيام بعمليات التسلل التكتيكي التي جرى تنظيمها في فرق صغيرة من بضعة جنود لكل منهما. أُذن بوحدة قوات الصدمة الألمانية الرسمية الأولى في 2 مارس 1915 على الجبهة الغربية. أمرت القيادة العليا الألمانية الفيلق الثامن بتشكيل مفرزة لاختبار الأسلحة التجريبية وتطوير تكتيكات يمكن أن تكسر الجمود على الجبهة الغربية. في 2 أكتوبر 1916، Generalquartiermeister أمر إريك لودندورف جميع الجيوش الألمانية في الغرب بتشكيل كتيبة العاصفة. تم استخدامها لأول مرة خلال حصار الجيش الثامن لمدينة ريغا في لاتفيا، ومرة أخرى في معركة كابوريتو. يتبع الاستخدام الأوسع نطاقًا على الجبهة الغربية في هجوم الربيع في مارس 1918، حيث تم إرجاع خطوط الحلفاء بنجاح عشرات الكيلومترات.
تم تشكيل حزب العمال الألماني (DAP) في ميونيخ في يناير 1919 وانضم إليه أدولف هتلر في سبتمبر من ذلك العام. تم التعرف بسرعة على مواهبه في التحدث والدعاية والخطابة. بحلول أوائل عام 1920، كان قد حصل على السلطة في الحزب، والذي غير اسمه إلى NSDAP (حزب العمال الألماني الاشتراكي الوطني أو حزب العمال الوطني الاشتراكي الألماني) في فبراير 1920. أضافت اللجنة التنفيذية للحزب «اشتراكي» إلى اعتراضات هتلر، إلى مساعدة الحزب لتوجيه نداء إلى العمال اليساريين.
قام هتلر، الذي يتطلع إلى مساعدة الحزب على النمو من خلال الدعاية، بإقناع لجنة القيادة بالاستثمار في إعلان Münchener Beobachter (سمي لاحقا باسم فولكشر بيوباختر) لعقد اجتماع جماهيري في Hofbräuhaus، المزمع عقده في 16 أكتوبر 1919. حضر حوالي 70 شخصًا، وتم الإعلان عن اجتماع ثانٍ في 13 نوفمبر في Eberl-Bräu قاعة البيرة. حضر حوالي 130 شخصًا؛ كان هناك مراقبون، لكن أصدقاء هتلر العسكريين أخرجوهم على الفور بالقوة. وفي العام التالي، في 24 فبراير، أعلن برنامج الحزب المكون من خمسة وعشرون نقطة في اجتماع جماهيري حضره حوالي 2000 شخص في هوفبراوهاوس. حاول المتظاهرون الصراخ على هتلر، لكن رفاقه السابقين في الجيش، المسلحين بالهراوات المطاطية طردوا المنشقين. وهنا تم تشكيل الأساس لكتيبة العاصفة.
مجموعة دائمة من أعضاء الحزب، الذين سيكونون بمثابة Saalschutzabteilung (مفرزة حماية قاعة الاجتماعات) لحزب العمال الألماني، تجمع حول إميل موريس بعد حادثة فبراير 1920 في هوفبراوهاوس. كان هناك القليل من التنظيم والهيكلة لهذه المجموعة. كانت المجموعة تسمى أيضًا Ordnertruppen في مثل هذا الوقت. بعد أكثر من عام، في 3 أغسطس 1921، أعاد هتلر تعريف المجموعة باسم «قسم الجمباز والرياضة» للحزب (Turn- und Sportabteilung)، ربما لتجنب المتاعب مع الحكومة. لقد تم الاعتراف بها باعتباره جهازًا للحزب. تم تطوير كتيبة العاصفة المستقبلية من خلال تنظيم وإضفاء الطابع الرسمي على مجموعات من الجنود السابقين ومشاكسين قاعة البيرة الذين كانوا يهدفون لحماية تجمعات الحزب النازي من تهديد الاشتراكيين الديمقراطيين (SPD) والشيوعيين (KPD)، وتعطيل اجتماعات الأحزاب السياسية الأخرى. بحلول سبتمبر 1921 اسم Sturmabteilung (SA) كان يستخدم بشكل غير رسمي للمجموعة. كان هتلر هو الرئيس الرسمي للحزب النازي بحلول هذا الوقت. عانت ألمانيا بعد انتهاء الحرب العالمية الأولى من اليأس والفقر والغضب الشعبي العارم، خاصة بعد عقد مؤتمر فرساي وفرض عقوبات غير منطقية على ألمانيا، كإجبارها على دفع مستحقات الحرب بأكملها. حاولت الفصائل المختلفة استغلال الوضع الداخلي للبلاد، خاصة الفصيل الشيوعي المتأثر بشدة بالثورة البلشفية في روسيا، والفصيل الفاشي الذي استغل صعود بينيتو موسوليني للسلطة في إيطاليا، وفي عهد جمهورية (فايمار) –التي تلت سقوط الامبراطورية– توترت العلاقات بين هذه الفصائل وتطورت خلافاتها إلى حوادث دموية في الشوارع. في عام 1921، قام أدولف هتلر بإنشاء تنظيم رسمي لبعض الميليشيات واليمينيين المتطرفين، وحولهم إلى منظمة شبه عسكرية أُطلق عليها اسم Sturmabteilung والتي تترجم إلى كتيبة العاصفة.
عقد الحزب النازي اجتماعًا عامًا كبيرًا في ميونيخ هوفبراو هاوس في 4 نوفمبر 1921، والذي استقطب الكثير من الشيوعيين وأعداء النازيين الآخرين. بعد أن تحدث هتلر لبعض الوقت، اندلع شجار فقامت مجموعة صغيرة من كتيبة العاصفة بسحق المعارضة. ودعا النازيون هذا الحدث Saalschlacht («معركة قاعة الاجتماع»). بعد ذلك، كانت المجموعة تعرف رسميًا باسم Sturmabteilung أي كتيبة العاصفة.
انتقلت قيادة كتيبة العاصفة من موريس إلى هانز أولريش كلينتزش الشاب في هذه الفترة. كان ضابطًا بحريًا وعضوًا في لواء Erhardy في انقلاب كاب. عندما تولى قيادة كتيبة العاصفة، كان عضوا في منظمة القنصل سيئة السمعة (OC). بدأ النازيون تحت قيادة هتلر في تبني تقنيات الإدارة الاحترافية للجيش.
في عام 1922، أنشأ الحزب النازي قسمًا للشباب، يوفند بوند، الذين تتراوح أعمارهم بين 14 و18 سنة. خلفه، شباب هتلر (Hitlerjugend أو HJ)، ظل الأمر SA حتى مايو 1932. انضم هيرمان جورينج إلى الحزب النازي في عام 1922 بعد سماع خطاب لهتلر. تم إعطاؤه قيادة كتيبة العاصفة باسم Oberster SA-Führer في عام 1923. تم تعيينه لاحقًا Gruppenführer (ملازم أول) وحصل على هذا التصنيف على قوائم كتيبة العاصفة حتى عام 1945.

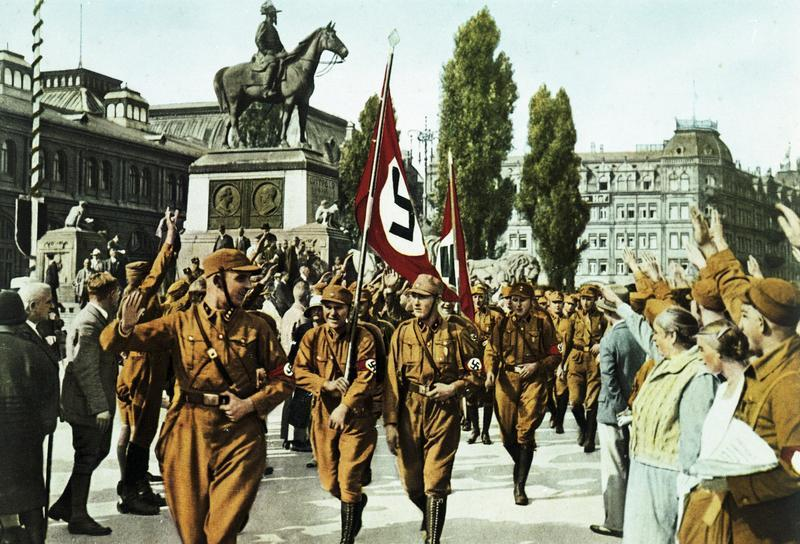
وحدة من كتيبة العاصفة في نورمبرغ، 1929

اضطر أعضاء كتيبة العاصفة إلى حلّ قواتهم مؤقتاً بعد فشل مؤامرة خططوا للاستيلاء عن طريقها على الحكومة البافارية في ألمانيا، وعُرفت هذه المؤامرة باسم ”انقلاب قاعة البيرة في ميونخ“. قامت السلطات الألمانية بقمع القوات شبه العسكرية وزجت بـ (هتلر) في السجن في عام 1923، ومع ذلك جاء الكساد الكبير ليوفر فرصة ذهبية لكتيبة العاصفة والنازيين عموماً للاستيلاء على الحكومة. من أبريل 1924 حتى أواخر فبراير 1925، أعيد تنظيم كتيبة العاصفة لتصبح منظمة جبهة تعرف باسم فرونت بان للتحايل على حظر بافاريا للحزب النازي وأجهزته. (تم تأسيس هذا بعد انقلاب بير هول الفاشل في نوفمبر 1923). أثناء وجود هتلر في السجن، ساعد إرنست روم على إنشاء فرونت بان كبديل قانوني لكتيبة العاصفة المحظورة آنذاك. في أبريل 1924، أعطى هتلر أيضًا سلطة لروم لإعادة بناء كتيبة العاصفة بأي طريقة يراها مناسبة. عندما رفض هتلر ولودندورف في أبريل 1925 المقترحات التي بموجبها كان روم مستعدًا لدمج فرونتبان البالغ قوامها 30,000 فرد في كتيبة العاصفة، استقال روم من جميع الحركات السياسية والألوية العسكرية في 1 مايو 1925. لقد شعر بازدراء كبير للطريق «القانوني» الذي أراد قادة الحزب اتباعه وسعى إلى العزلة عن الحياة العامة.  طوال عشرينيات القرن العشرين وحتى الثلاثينيات من القرن العشرين، كان أعضاء كتيبة العاصفة في الغالب يشاركون في معارك في الشوارع، تسمى Zusammenstöße (الاصطدامات)، مع أعضاء الحزب الشيوعي (KPD). في عام 1929، أضافت كتيبة العاصفة فيالق آلية لتحسين الحركة وتعبئة أسرع للوحدات.  كما حصلت على مصدر مستقل للأموال: الإتاوات من شركة Sturm Cigarette Company الخاصة بها. في السابق، كانت الرابطة تعتمد مالياً على قيادة الحزب، حيث أنها لم تفرض أي رسوم عضوية؛  جندت كتيبة العاصفة بشكل خاص العديد من العاطلين عن العمل في الأزمة الاقتصادية. استخدمت كتيبة العاصفة العنف ضد المتاجر وأصحاب المتاجر الذين يقومون بتخزين ماركات السجائر. كما أنها تعاقب أي عضو من كتيبة العاصفة يستعمل سجائر غير سجائر Sturm. تم استخدام Sturm marketing أيضًا لجعل الخدمة العسكرية أكثر جاذبية. تم بيع السجائر بمجموعات من صور الزي العسكري الألماني التاريخي.
في سبتمبر 1930، نتيجة لثورة ستينس في برلين، تولى هتلر القيادة العليا لكتيبة العاصفة. أرسل طلبًا شخصيًا إلى روم، وطلب منه العودة ليعمل كرئيس لكتيبة العاصفة. قبل روم، وهو نازي متعصب انتسب سابقاً لصفوف الحزب منذ أيامه الأولى في عام 1919. كان (إرنست) أيضاً أحد أقرب الأصدقاء الشخصيين لـ (هتلر)، كما كان روم واحداً من الأشخاص القلائل الذين سُمح لهم بمناداة هتلر باسمه الأول، هذا العرض وبدأ مهمته الجديدة في 5 يناير 1931. لقد جلب أفكارًا جديدة إلى كتيبة العاصفة، وعين العديد من الأصدقاء المقربين في قيادتها العليا. سابقا، كانت تشكيلات كتيبة العاصفة تابعة لقيادة الحزب النازي لكل جاو.
أسس روم مجموعات جديدة ليس لها إشراف على الحزب النازي. كل مجموعة لديها مجموعة من القادة الذين أرتبطو فقط بروم أو هتلر. تحت قيادة روم كزعيم شعبي ورئيس أركان، نمت كتيبة العاصفة في أهميتها داخل هيكل السلطة النازية، وتوسعت لتضم الآلاف من الأعضاء. في أوائل ثلاثينيات القرن العشرين، توسّع النازيون من جماعة متطرفة إلى أكبر حزب سياسي في ألمانيا، وتوسعت الرابطة معها. بحلول يناير 1932، بلغ عدد قوات كتيبة العاصفة حوالي 400,000 رجل.
الكثير من أعضاء كتيبة العاصفة آمنوا بالوعد الاشتراكي للاشتراكية القومية. لقد توقعوا أن يتخذ النظام النازي عملاً اقتصاديًا أكثر تطرفًا، مثل تحطيم الأراضي الأرستقراطية الواسعة التي تم إنزالها، بمجرد حصولهم على السلطة الوطنية.  بحلول الوقت الذي تولى فيه هتلر السلطة في يناير 1933، زاد عدد أعضاء كتيبة العاصفة إلى ما يقرب من 2,000,000 - أي يعادل عشرين مرة حجم القوات في الرايخويهر (قوات الدفاع الوطنية الألمانية أي الجيش انذاك)، لذا بدأ الحزب النازي يثير قلق المسؤولين الكبار في البلاد.

## الخريف

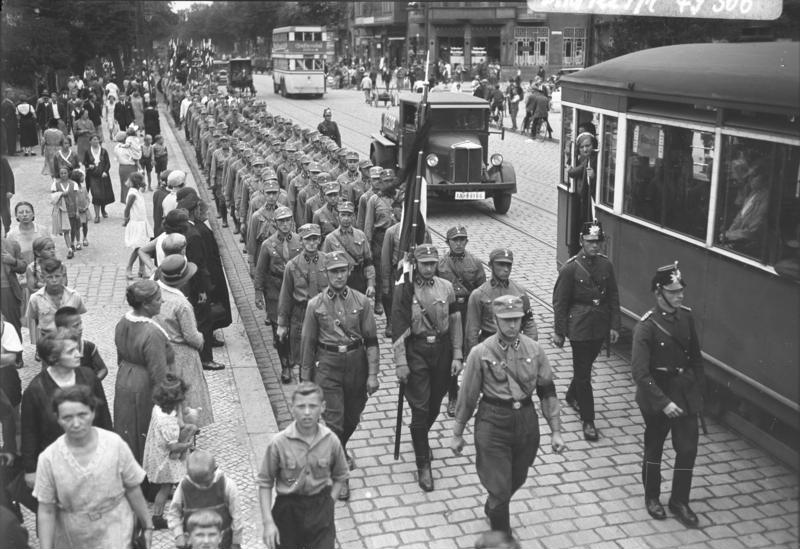
وحدة العاصفة في برلين عام 1932

بعد أن حصل هتلر والنازيون على السلطة الوطنية، أصبحت قيادة كتيبة العاصفة حريصة بشكل متزايد على السلطة. بحلول نهاية عام 1933، كان عدد كتيبة العاصفة أكثر من 3 ملايين رجل، ويعتقد الكثيرون أنهم كانوا بديلًا لـ«قوات الدفاع الوطنية» «القديمة». كان أفضل مثال لروم هو استيعاب الجيش (الذي حصره القانون بعد ذلك بأكثر من 100000 رجل) في كتيبة العاصفة. واجه أدولف هتلر المزيد من المشاكل بسبب كتيبة العاصفة حيث طالب أرنست روم بأن يتم ضم أفراد ميليشياته المسلحة والبالغ عددهم مليوني فرد إلى الجيش الألماني الجديد المزمع تكوينه لخلافة قوات الدفاع الوطنية الألمانية (الرايخويهر).وفي الأثناء عارض كبار الجنرالات الألمان هذا الأمر معبرين عن رفضهم السماح بانتقال عدوى العنف والهمجية التي تميزت بها قوات كتيبة العاصفة إلى الجيش الألماني.
إضافة إلى كل ذلك هدد الرئيس الألماني باول فون هيندنبورغ، والذي تميز بعدائه لسياسة هتلر مرات عديدة باستدعاء الجيش الألماني وخوض غمار حرب شوارع داخل المدن الألمانية للقضاء على كتيبة العاصفة وإزاحة الحزب النازي. كانت كتيبة العاصفة في عيون فون هيندينبيرغ ومجموعة من السياسيين المحافظين، بالإضافة إلى رؤساء الجيش الألماني، ليست إلا مجموعة من البلطجية والمرتزقة العنيفين، وهي تهديدٌ كبير للقانون الهش الذي بالكاد يدير الدولة.
على الرغم من أن بعض النزاعات بين شوتزشتافل وكتيبة العاصفة كانت بسبب التنافس الشخصي بين القادة، فإن غالبية الأعضاء كانت لديها اختلافات اجتماعية واقتصادية رئيسية ونزاعات ذات صلة. ينتمي أعضاء قوات الأمن الخاصة عمومًا إلى الطبقة الوسطى، في حين أنتمت قاعدة كتيبة العاصفة إلى الطبقة العاملة والعاطلة عن العمل. من الناحية السياسية، كانت كتيبة العاصفة أكثر راديكالية من قوات الأمن الخاصة، حيث زعم قادتها أن الثورة النازية لم تنته عندما حقق هتلر السلطة، بل كانت هناك حاجة لتنفيذ الاشتراكية في ألمانيا (انظر Strasserism). يعتقد هتلر أن الثقافة المتحديّة والمتمردة المشجّعة قبل الاستيلاء على السلطة يجب أن تفسح المجال لاستخدام هذه القوى في التنظيم المجتمعي. لكن أعضاء كتيبة العاصفة استاءوا من مهام مثل جمع التبرعات، Kleinarbeit («القليل من العمل»)، الذي كان يؤديه عادة النساء قبل الاستيلاء النازي على السلطة. رودلف ديلز، أول رئيس لغستابو، قدّر أنه في عام 1933 في برلين، كان 70 في المائة من المجندين الجدد في كتيبة العاصفة من الاشتراكييين الشيوعيين السابقين.
في عام 1933، قام الجنرال فيرنر فون بلومبرج، وزير الدفاع، والجنرال فالتر فون ريشيناو، رئيس قوات الدفاع الوطنية Reichswehr، أصبحت تشعر بقلق متزايد إزاء القوة المتزايدة لكتيبة العاصفة. حصل روم على مقعد في مجلس الدفاع الوطني وبدأ يطالب بمزيد من الرأي في المسائل العسكرية. في 2 أكتوبر 1933، أرسل روم رسالة إلى الرايخويهر قائلا: «أنا أعتبر الرايخويهر الآن فقط كمدرسة تدريب للشعب الألماني. إن إدارة الحرب، وبالتالي التعبئة أيضًا، في المستقبل هي مهمة كتيبة العاصفة.»  أمام تواصل السياسة العنيفة والمستقلة لكتيبة العاصفة وتعاظم مخاوف كبار الجنرالات، فضّل أدولف هتلر التضحية بصديقه السابق قائد كتيبة العاصفة أرنست لإرضاء الجيش الألماني وكسب المزيد من المؤيدين.
طفح الكيل من كتيبة العاصفة وتفاقم الوضع بحلول عام 1934، لذا قدم قادة الجيش إنذاراً نهائياً لـهتلر: إما أن يضع حداً لتصرفات كتيبة العاصفة الطائشة أو أنهم سيقومون بانقلابٍ عسكري ويطردونه من السلطة. لم يكن هتلر الوحيد الراغب في التخلص من روم، بل كان هناك عددٌ من كبار النازيين المتحمسين لطرد روم كي يضمنوا لأنفسهم مكاناً في الحزب النازي. عمل كل من غورينغ وجوبلز وهيس وهيملر وهايدريش في جميع المناسبات على إقناع هتلر بأن صديقه المقرب يتآمر ضده ويخونه كي يستولي على السلطة، مدعوماً بملايين الجنود الخاضعين لأوامره في كتيبة العاصفة. نظّم قادة الوحدة الوقائية إس إس المسلحة التابعة للحزب النازي بالتعاون مع عدد من كبار أعضاء الحزب مؤامرة مفبركة للإطاحة بأهم وجوه كتيبة العاصفة أكدوا من خلالها على وجود محاولة انقلابية يقودها أرنست روم بهدف اغتيال أدولف هتلر. بدأ بلومبرج وفون رايخيناو بالتآمر مع غورنغ وهيملر ضد روم وكتيبة العاصفة. طلب هيملر من راينهارد هايدريش أن يجمع ملفًا عن روم. أدرك هايدريش أنه لكي تحصل قوات الأمن الخاصة على السلطة الوطنية الكاملة، كان لا بد من كسر كتيبة العاصفة.  وقدم أدلة تشير إلى أن روم قد تلقى مبلغ 12 مليون مارك من قبل عملاء فرنسيين للإطاحة بهتلر. كان هتلر يحب روم ورفض في البداية تصديق المعلومات في الملف الذي قدمه هايدريش. كان روم واحدًا من أنصاره الأوائل، وبدون قدرته على الحصول على أموال من الجيش في الأيام الأولى للحركة، فمن غير المرجح أن يكون قد تم تأسيس الحركة النازية. لعبت كتيبة العاصفة تحت قيادة روم دورًا حيويًا في سحق المعارضة خلال انتخابات 1932 و1933. عرف هتلر تمام المعرفة أنه لن يستطيع إحكام سيطرته على البلاد بدون دعم الجيش. علاوة على ذلك، أدرك أن كتيبة العاصفة أصبحت عديمة الجدوى، فقد كانت وظيفتها الأساسية ترهيب المعارضين، ويبدو أنها لم تفلح في هذه المهمة، كما زاد عدد الموالين لهتلر مما جعل وجودها غير ضروري، لذا قرر خيانة مؤيديه الأكثر تعصباً، محصلاً بذلك المزيد من المصالح الشخصية.

## ليلة السكاكين الطويلة

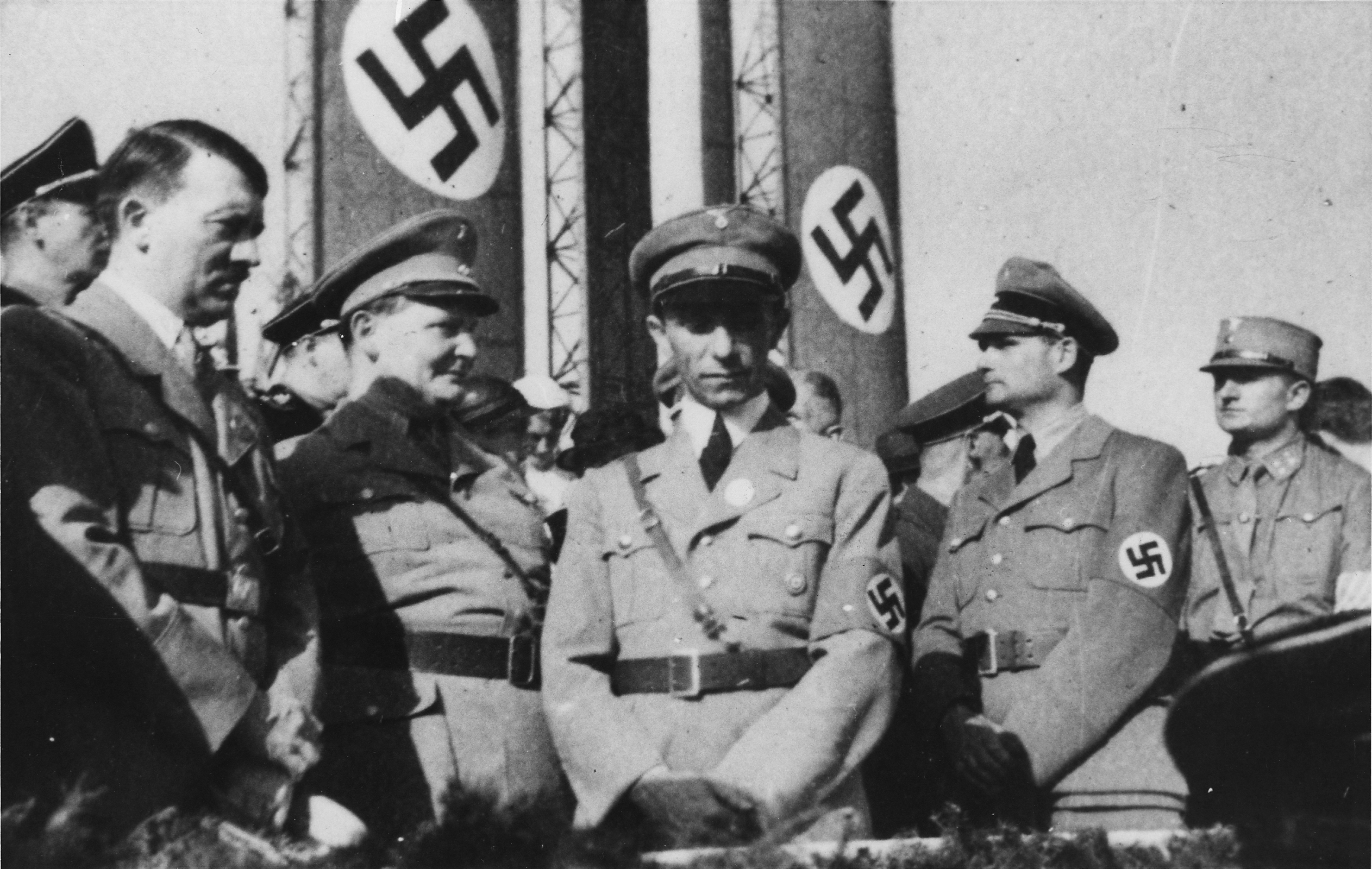
المهندسين للتطهير: هتلر وجورينج وغوبلز وهيس. فقط هيملر وهايدريش غائبان.

كان هتلر يرغب لأسبابه الخاصة بإزاحة إرنست روم، أحد مؤسيسن كتيبة العاصفة وكان أيضًا بعض مؤيدي هتلر المتنفذين يشتكون من إرنست روم. عارض الجنرالات رغبة روم بقيادة كتيبة العاصفة، وهي قوة تضم أكثر من ثلاثة ملايين رجل، كانت الكتيبة جناح شبه عسكري للحزب النازي أي بمثابة جيش ألماني مصغر تحت قيادة إرنست روم شخصيًا. قبل أن يُقتل بليلة السكاكين الطويلة. منذ أن طور الضباط الرايخويهر كقوة منظمة تضم 100,000، كانوا يعتقدون أنه سيتم تدميرها إذا تم دمجها مع الملايين من بلطجية كتيبة العاصفة غير المدربين. علاوة على ذلك، كان قادة الجيش يشعرون بقلق بالغ إزاء التقارير التي تفيد بوجود مخبأ ضخم للأسلحة في أيدي أفراد قوات العاصفة  الصناعيون، الذين قدموا الأموال اللازمة لتحقيق النصر النازي، غير راضين عن وجهات نظر روم الاشتراكية بشأن الاقتصاد وادعاءاته بأن الثورة الحقيقية ما زالت قائمة. أبلغ الرئيس هيندنبورغ هتلر في يونيو 1934 أنه إذا لم تكن هناك خطوة لكبح جماح قوات العاصفة، فإنه سيحل الحكومة ويعلن الأحكام العرفية.
كان هتلر قلقًا أيضًا من أن روم وقوات العاصفة كانو لهما القدرة على عزله كزعيم. لعب غورينغ وهيملر على هذا الخوف من خلال تزويد هتلر باستمرار بمعلومات جديدة عن الانقلاب المزعوم الذي سيقوم به روم. كانت القشة التي قصمت ظهر البعير هي الادعاء بأن جريجور ستراسر، الذي كره هتلر، كان جزءًا من المؤامرة المخططة ضده. مع هذا الخبر، أمر هتلر جميع قادة قوات العاصفة بحضور اجتماع في فندق Hanselbauer  في باد فيسزيه.
أعطى أوامره للجنود السياسيين في الحزب النازي المعروفين باسم قوات الأمن الخاصة بتنفيذ حملة تطهير ضد قوات كتيبة العاصفة في 30 يونيو 1934 حيث تم تصفية عدد من قادة كتيبة العاصفة رمياً بالرصاص في أحد سجون (ميونخ) بعد أن ألقي القبض عليهم في أحد الفنادق البافارية لتناول مأدبة عشاء. وصل هتلر، برفقة أفراد الوحدة الوقائية إس إس، إلى باد فيسي، حيث وضع شخصياً روم ورؤساء آخرين رفيعي المستوى في كتيبة العاصفة رهن الإقامة الجبرية. على مدار ال48 ساعة التالية، تم اعتقال 200 من كبار ضباط كتيبة العاصفة في طريقهم إلى وييسي. قُتل العديد منهم بالرصاص بمجرد أسرهم، لكن هتلر قرر العفو عن روم بسبب خدماته السابقة للحركة. في 1 يوليو، بعد الكثير من الضغط من كلا من هيملر وغورينج، وافق هتلر على قتل روم. أصر هتلر على أنه يجب السماح لروم أولاً بالانتحار. لكن عندما رفض روم القيام بذلك، قُتل على أيدي اثنين من ضباط قوات الأمن الخاصة، ثيودور إيكي ومايكل ليبيرت.  على الرغم من أن أسماء 85 ضحية معروفة، إلا أن التقديرات تشير إلى أن العدد الإجمالي للقتلى يتراوح بين 150 و200 رجل، ولا يزال الباقون مجهولي الهوية.  وبالتزامن مع ذلك كسب أدولف هتلر ود الجيش الألماني عقب إنهائه لأزمة كتيبة العاصفة وتصفية قادتها. وخلال الفترة التالية تراجع دور ميليشيا كتيبة العاصفة بشكل تدريجي. عرفت هذه الحملة التي أمر بها أدولف هتلر بليلة السكاكين الطويلة وفي الأثناء استمرت هذه التصفية 3 أيام متتالية وأسفرت في النهاية عن مقتل قائد كتيبة العاصفة أرنست روم خلال أول أيام شهر يوليو سنة 1934 إضافة إلى عدد من المعارضين السابقين للحزب النازي من أمثال المستشار السابق كورت فون شلايشر والوزير البافاري السابق غوستاف رايتر فون كار كما امتدت الاغتيالات المتتالية لتنال من عدد من الأعضاء السابقين بالحزب النازي كغريغور شتراسر والذي اتهمه أدولف هتلر في وقت سابق بالخيانة قبل إقصائه من الحزب.
صدم بعض الألمان من عمليات الإعدام، لكن العديد اعتبروا أن هتلر قد أعاد «النظام» إلى البلاد. دعاية غوبلز سلطت الضوء على «روم-بوتش» في الأيام التي تلت ذلك. تم الإعلان عن المثلية الجنسية لروم وغيره من قادة كتيبة العاصفة لإضافة «الصدمة»، على الرغم من أن هتلر وغيره من القادة النازيين عرفوا لسنوات عن الحياة الجنسية لروم وغيرهم من قادة كتيبة العاصفة المعروفين. 

## بعد التطهير
بعد ليلة السكاكين الطويلة تزايد نفوذ الوحدة الوقائية إس إس بقيادة هانريش هملر. ومع وفاة الرئيس الألماني فون هيندنبورغ يوم الثاني من شهر أغسطس سنة 1934 لم يجد أدولف هتلر أية صعوبة تذكر في الحصول على الحكم المطلق عن طريق توحيد صلاحيات المستشار والرئيس. واصلت كتيبة العاصفة العمل، تحت قيادة فيكتور لوتز، ولكن تم تقليص حجم المجموعة بشكل كبير. في غضون عام واحد، تم تخفيض عدد أعضاء كتيبة العاصفة بأكثر من 40٪.  لكن النازيين زادوا من الهجمات ضد اليهود في أوائل الثلاثينيات، واستخدموا كتيبة العاصفة لتنفيذ هذه الهجمات.
في نوفمبر 1938، بعد اغتيال الدبلوماسي الألماني إرنست فوم راث على يد هيرشيل غرينزبان (يهودي بولندي)، استخدمت القوات كتيبة العاصفة في «المظاهرات» ضد الفاعلين. في أعمال الشغب العنيفة، حطم أعضاء كتيبة العاصفة الواجهات الزجاجية لحوالي 7500 متجر من المتاجر والشركات اليهودية. تم الإشارة إلى الأحداث باسم ليلة البلور (ليلة كريستال). تم نهب المنازل اليهودية في جميع أنحاء ألمانيا. لقد تسببت هذا المذبحة في تخريب حوالي 200 معبد يهودي (يشكّل كل ألمانيا تقريبًا) وتدميرها في العديد من الحالات، والعديد من المقابر اليهودية، وأكثر من 7000 متجر يهودي، و29 متجرًا كبيرًا. تعرض بعض اليهود للضرب حتى الموت، وتم اعتقال أكثر من 30000 رجل يهودي واقتيدوا إلى معسكرات الاعتقال.
بعد ذلك، طغت قوات الأمن الخاصة على كتيبة العاصفة وأصبحت عديمة الفاعلية على الرغم من عدم حلها رسميا؛ بحلول عام 1939 لم يكن لها أهمية تذكر في الحزب النازي. في يناير 1939، تم وضع دوركتيبة العاصفة رسميًا كمدرسة تدريب للقوات المسلحة، مع إنشاء وحدات عسكرية تابعة للجيش. مع بداية الحرب العالمية الثانية في سبتمبر 1939، فقدت كتيبة العاصفة معظم أعضائها الباقين في الخدمة العسكرية لصالح القوات المسلحة.
في عام 1943، قُتل فيكتور لوتز في حادث سيارة، وتم تعيين فيلهلم شيبمان كزعيم.  بذل شيبمان قصارى جهده لإدارة كتيبة العاصفة لبقية فترة الحرب، في محاولة لاستعادة المجموعة كقوة مهيمنة داخل الحزب النازي ولإصلاح سنوات من عدم الثقة والمشاعر السيئة بين كتيبة العاصفة وقوات الأمن الخاصة.
توقفت كتيبة العاصفة رسميا في مايو 1945 عندما انهارت ألمانيا النازية. تم حظر كتيبة العاصفة من قبل مجلس مراقبة الحلفاء بعد وقت قصير من استسلام ألمانيا. في عام 1946، قضت المحكمة العسكرية الدولية في نورمبرغ رسميًا بأن كتيبة العاصفة لم تكن منظمة إجرامية.

## القادة

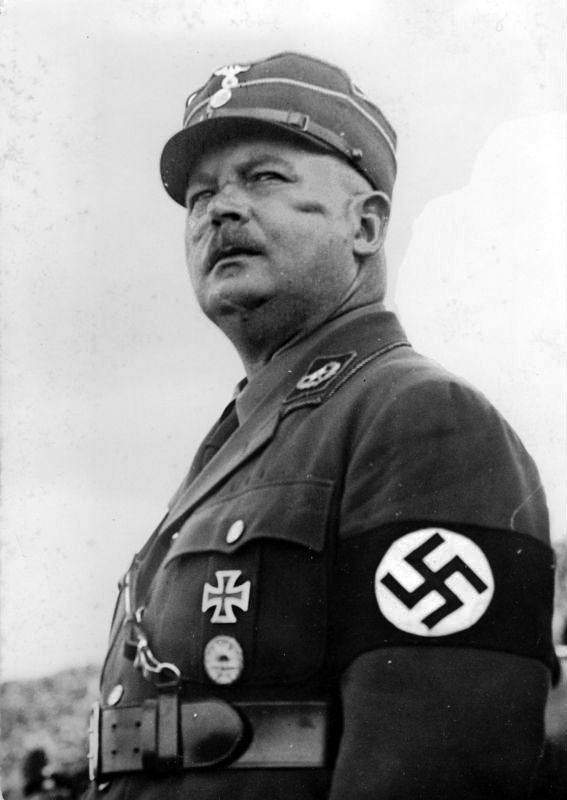
اطلق النار على إيرنست روم، رئيس أركان كتيبة العاصفة، بناءً على أوامر من هتلر، بعد رفضه الانتحار، في تطهير ليلة السكاكين الطويلة عام 1934

عرف قائد كتيبة العاصفة باسم قائمة كبار ضباط كتيبة العاصفة، تترجم إلى القائد الأعلى. الرجال التاليون شغلوا هذا المنصب:
- إميل موريس (1920-1921) [28]
- هانز أولريش كلينتشة (1921-1923)
- هيرمان جورينج (1923)
- لا أحد (1923-1925) [29]
- فرانز بفيفر فون سالومون (1926-1930) [30]
- أدولف هتلر (1930-1945) [30]

في سبتمبر 1930، لإخماد تمرد ستينس ومحاولة ضمان ولاء كتيبة العاصفة لنفسه، تولى هتلر قيادة المنظمة بأكملها وظل Oberster SA-Führer لما تبقى من فترة وجود المجموعة حتى عام 1945. تم إجراء الإدارة اليومي لكتيبة العاصفة بواسطة Stabschef-SA (رئيس أركان كتيبة العاصفة)؛ منصب هتلر مخصص لإرنست روم.  بعد تولي هتلر القيادة العليا Stabschef-SA، كان هو Stabschef-SA الذي قبل عمومًا كقائد لكتيبة العاصفة، وتصرف باسم هتلر. شغل الموظفون التاليون منصب ستابشيف:
- أوتو فاغنر (1929-1931)
- إرنست روم (1931-1934)
- فيكتور لوتز (1934-1943)
- فيلهلم شيبمان (1943-1945)

## التنظيم

تنظيم كتيبة العاصفة

تم تنظيم كتيبة العاصفة في العديد من Gruppen الإقليمي («المجموعات»). كل Gruppe كان المرؤوس Brigaden («كتائب»). تابع إلى Brigaden كانت أصغر حجما Standarten فوج. SA-Standarten تعمل في كل مدينة ألمانية كبرى وتم تقسيمها إلى وحدات أصغر، تعرف باسم Sturmbanne Stürme.

## الهيكل التنظيمي أغسطس 1934-1945
- Oberste SA-Führung (القيادة العليا- القيادة والسيطرة)
- Gruppe (مجموعة): تتكون من عدة ألوية [31]
- Brigade : 3 إلى 9 Standarten (المعايير)
- Standarte (قياسي ، وحدة حجم الفوج) : 3 إلى 5 Sturmbanne (مانع العاصفة)
- Sturmbann (عاصفة البان ، وحدة حجم الكتيبة) : 3 إلى 5 Stürme (العواصف)
- Sturm (العاصفة ، الشركة الفرعية وحدة الحجم) : 3 إلى 4 Trupps (فصائل)
- Trupp (فرقة ، وحدة فرعية بحجم الفصيل) : من 3 إلى 4 Scharen (أقسام)
- Schar (القسم) : 1 إلى 2 Rotten (فرق أو فرق)
- Rotte (فريق أو فريق) : من 4 إلى 8 رجال SA / قوات SA
- مان (SA-رجل / SA-الفرقة)

## «شرائح اللحم» داخل الرتب
في مؤلف هتلر: سيرة عام 1936، لاحظ المؤرخ الألماني كونراد هايدن أنه في صفوف كتيبة العاصفة، كان هناك «أعداد كبيرة من الشيوعيين والديمقراطيين الاجتماعيين» وأن «العديد من قوات العاصفة كانت تسمى» اللحم البقري «- اللون البني الخارجي والأحمر من الداخل.»  تدفق غير النازيين إلى Sturmabteilung لدرجة أن رجال كتيبة العاصفة كانوا يمزحون إلى أن «هناك ثلاثة من النازيين في قوات العاصفة، لكننا سنخرجهم قريبًا».
قُدر عدد «شرائح اللحم» بأنها كبيرة في بعض المدن، خاصة في شمال ألمانيا، حيث كان تأثير جريجور ستراسر وStrasserism كبيرًا.  ذكر رودولف ديلس، رئيس الغستابو من 1933 إلى 1934، أن «70 في المائة» من المجندين الجدد في كتيبة العاصفة كانوا شيوعيين.
لقد جادل البعض بأنه منذ أن جاء معظم أعضاء الجمعية من عائلات من الطبقة العاملة أو كانوا عاطلين عن العمل، كانوا أكثر استعدادًا للاشتراكية ذات الميول الماركسية، حيث توقعوا من هتلر أن يحقق البرنامج الاشتراكي القومي المكون من 25 نقطة.
يشير اسم «اللحم البقري» أيضًا إلى تبديل الحزب بين أعضاء الحزب النازي والشيوعي ، لا سيما إشراك أعضاء من ضمن صفوف كتيبة العاصفة.